# IThèque
 (février 2010).
Si vous disposez d'ouvrages ou d'articles de référence ou si vous connaissez des sites web de qualité traitant du thème abordé ici, merci de compléter l'article en donnant les références utiles à sa vérifiabilité et en les liant à la section « Notes et références ».
 (mars 2023).
iThèque est un ancien service en ligne sur Internet proposé aux bibliothèques et organismes scolaires qui permet à leurs abonnés ou aux étudiants d’avoir accès au service de « prêt numérique » soit dans la bibliothèque, soit depuis leur domicile. Ce système permet aussi l’intégration et la diffusion de différentes contenus numériques. iThèque se veut un outil complémentaire aux fonds des bibliothèques publiques. Ce service aurait cessé ses activités vers 2010.

## Présentation
Avec près de 400 000 œuvres, iThèque est une médiathèque numérique sur Internet. Depuis une demi-douzaine d'années, le service propose à la fois de la musique au format Mp3, mais aussi des livres numériques et livres audio, ainsi que des vidéos comprenant un nombre important de films et de documentaires. Il y a aussi des jeux à portée ludique et pédagogique. Il revient à chaque bibliothèque de choisir dans une certaine mesure ce qui sera proposé aux lecteurs. Les fichiers téléchargés par les lecteurs sont chronodégradables grâce à la technologie des DRM : ils sont accessibles pendant trente jours et sont illisibles par la suite.
iThèque respecte le droit d'auteur en s'inscrivant dans les paramètres des droits d’auteurs fixés par la SODRAC, une des cinq sociétés québécoises de gestion des droits. 
Enfin, iThèque a pour objectif non pas de remplacer les bibliothèques traditionnelles, mais de répondre à leurs besoins en leur offrant une passerelle pour faciliter l'accès des documents aux lecteurs et aux internautes. 

## Forme juridique
Le Groupe iMe Inc. (groupe international des médias électroniques) héberge et met en ligne la plateforme numérique iThèque.
Le Groupe iMe Inc. figure au registre des entreprises du Québec, son numéro de référence ou matricule est le 1164404502.
La forme juridique du Groupe iMe Inc. est une compagnie. Son enregistrement est en conformité avec la loi sur les compagnies partie 1A dans la province de Québec.
Le Groupe iMe Inc. est administré par Pierre Turgeon, éditeur québécois.

## Historique
En 2004, l’entreprise Tonality est née et s’est principalement consacrée à mettre en ligne une solution de distribution numérique basée sur des concepts créés par Pierre Turgeon et son fils François Turgeon.   
À l’automne 2005, Tonality a d’abord mis en ligne une première plate-forme multimédia francophone, le site www.tonality.ca, un site de ventes par téléchargement de produits culturels variés mais principalement axés sur la francophonie et les producteurs indépendants. Ces produits comprennent des fichiers MP3, des films et vidéos, des livres électroniques, des livres audios, une galerie d’images numérisées, et même des sonneries cellulaires. 
À l'été 2006, Tonality met en ligne « iTheque.net », www.itheque.net une nouvelle plate-forme interactive permettant de gérer un service de prêt par Internet d’œuvres culturelles numérisées. Ce service, qui est un concept innovateur de bibliothèque numérique « virtuelle » imaginé par Pierre Turgeon et François Turgeon prolongeant la mission des bibliothèques et des médiathèques classiques, est offert aux institutions culturelles francophones à travers le monde. Il permet aux abonnés des organismes inscrits à « iThèque » d’accéder gratuitement, à distance, à toute la gamme des produits numériques progressivement offerts par l’entreprise. Les projets pilotes et les tests effectués plus particulièrement en France avec un certain nombre de bibliothèques et d’institutions scolaires ont été concluants quant aux avantages du service pour les institutions et pour leurs usagers.
En 2007, l’entreprise a obtenu une subvention de la part de Développement économique Canada (DEC) pour la mise en œuvre de son plan de commercialisation en France.
L'année 2008 a été consacrée à l’optimisation de la plate-forme numérique affinant sa programmation, son interface graphique ainsi que les différentes fonctionnalités mises à la disposition des usagers. Des ententes stratégiques avec plusieurs acteurs importants de la scène culturelle francophone ont été conclues. Les réseaux Biblio du Québec en étant un parfait exemple.
En 2009, iThèque a connu un changement important au sein de ses équipes commerciales. Une nouvelle politique voit le jour en août 2009 avec le ré-abonnement de plusieurs clients importants notamment la médiathèque de Rueil-Malmaison en région parisienne, la bibliothèque départementale du Jura, l’Alliance française de Montevideo et bien d’autres dont les indispensables réseaux Biblio mentionnés précédemment.
En 2010, iThèque intègre plus d'une centaine de nouveaux films dont l'ensemble du patrimoine audiovisuel du réalisateur québécois Arthur Lamothe, des milliers de nouveaux livres électroniques ainsi que d'albums représentant tous les genres musicaux contemporains.
Au mois d'avril 2010, iThèque est repris par le Groupe iMe Inc, groupe international des médias électroniques, qui l'intègre à ses nombreux services de bibliothèques numériques en vue de lui apporter une nouvelle dimension.

## Le catalogue
iThèque mettait à disposition un catalogue de plus de 150 000 titres sous différents formats de consultations, ce qui porte leur nombre à près de 400 000 fichiers numériques.
Pour être diffusés en format numérique téléchargeable, les produits doivent pour la plupart être transformés. Il s’agit essentiellement d’un travail de conversion de fichiers et d’édition. Les produits sont ensuite intégrés dans une base de données. 
Chacun des produits possède sa propre page personnalisée, avec la description détaillée de l’œuvre (artiste, auteur, label, genre, description) ainsi que des critiques. 

### Musique -MP3- (FORMATWMA),131 000œuvres.
Des albums entiers ou des titres uniques sont disponibles en « streaming » - dit lecture de transit - et/ou en prêt (grâce à la technologie du chronodégradable) par téléchargement. Pour répondre aux exigences de sa clientèle, iThèque offre de nombreux fichiers musicaux au format le plus populaire qui est celui utilisé par des millions d’internautes : les fichiers WMA . 
Tous les genres sont représentés, de la grande musique classique en passant par le jazz sans oublier le rock, les musiques actuelles et celles plus éclectiques comme la musique d’Amérique latine, du monde Arabe ou des Antilles.

### Livres électroniques - eBooks - (FORMATPDF, MOBI),1 800œuvres.
Le catalogue comprend des centaines d'eBook dans des formats comme PDF (Adobe) ou Microsoft Reader, ou encore Mobipocket reader sans oublier les récents formats qui ont vu le jour (eReader, ePub …),  permettant de lire ces livres sur écran d'ordinateur, portable ou fixe, ou sur écran d'assistant personnel Palm ou Pocket PC, mais aussi dans un futur proche sur les révolutionnaires lecteurs de livres que sont les Kindle, Booken, et autres Sony Reader.  La lecture se fait page par page, en touchant l’écran ou en usant de la souris. Le texte est d’une lisibilité à présent comparable à celle du livre papier. Il est possible d'ajouter des marque-pages ou de retourner à la dernière page lue. Enfin, tout comme le livre papier, le eBook possède une couverture, un descriptif et une table des matières. 
Des livres de tous les genres littéraires sont disponibles comme des romans, livres scolaires, recueil de poésie, pièces de théâtre etc. La grande majorité de ces livres sont en langue française, mais des livres en anglais sont également proposés.

### Livres audio -audio books- (FORMATWMA),23 000pistes.
À l’instar de la musique, les livres audio peuvent être écoutés grâce à la technologie WMA.
iThèque offre de nombreux livres audio téléchargeables : des contes philosophiques, de la poésie, des biographies. 

### Vidéos (FORMATFLV, WMA),2 000fichiers.
Les vidéos qui comprennent entre autres des courts métrages, des films, des dessins animés, des reportages historiques et des documentaires représentent la section audiovisuelle d’iThèque. Elle constitue à ce titre un secteur important qui se verra développer dans les prochains mois. Les vidéos peuvent être visionnées en « streaming » ou être téléchargées. Les fichiers vidéo offerts sont souvent exclusifs.  

### Jeux 4 (FORMATFLASH).
Les jeux présent sur iThèque se veulent avant tout comme un divertissement ludique permettant aux usagers de tout âge de se détendre entre deux lectures ou lors de l’écoute de leur musique favorite. La plupart d’entre eux sont au format flash et  favorisent l’interactivité avec les plus jeunes parmi nos internautes. Cependant l’avenir proche verra iThèque se diversifier de plus en plus et commencer à intégrer des jeux éducatifs comme des mots croisés, des échecs, des tests calculant le quotient intellectuel et autre.

## Critiques
Louis Burle, après avoir été l'un des premiers promoteurs d'itheque à la médiathèque de Troyes, change d'avis et dans son article indique qu'il « ne faut pas s'abonner à cette plate-forme dans l'état actuel des choses ; ce serait suicidaire et entraînerait une mauvaise dépense des deniers du contribuable ».
En mai 2008, un autre blog professionnel, bibliobsession, publie à son tour un article intitulé « ithèque, un service inadapté », avant que l'auteur n'annonce le retrait de l'article après une mise en demeure d'un cabinet d'avocats agissant au nom de la société tonality. 
1. ↑  « Ithèque | Enssib », sur www.enssib.fr (consulté le 3 mars 2023)
2. ↑  Louis Burle, « iThèque, un naufrage ? » , sur Bibliothèques en devenir, 25 octobre 2007 (consulté le 5 juin 2025)
3. ↑  Silvère Mercier, « Pour un droit d'auteur équilibré - » , sur Bibliobsession, 25 mai 2008 (consulté le 7 mars 2023)